# Mühle von Beauchet
Die Mühle von Beauchet (oder Boschet) ist eine von etwa 70 Gezeitenmühlen (französisch Moulins à marée) in Frankreich. Sie liegt in der Nähe des Weilers Le Beauchet auf der Grenze von Saint-Père-Marc-en-Poulet und Saint-Suliac, im Département Ille-et-Vilaine in der Bretagne, an der Mündung des Baches Goutte, bevor er in die Rance mündet.
Die Mühle besteht aus dem eigentlichen Gebäude und einem Deich, der einen Teil des Goutte vom Rest trennt und einen Teich von etwa 10 ha bildet.
An der Stelle existierte schon vor 1542 eine Gezeitenmühle, die 1882 nach einem Brand wieder aufgebaut wurde. Zu Beginn des 20. Jahrhunderts wurde sie in eine Getreidemühle umgewandelt. Ihre Räder wurden 1933 durch eine 27 PS-Wasserturbine ersetzt. Die Nutzung der Flut wurde im März 1962 zugunsten der Elektrizität eingestellt. Die Mahltätigkeit wurde 1981 eingestellt.
Das Mühlengebäude ist ein rechteckiges Granitgebäude mit zwei Etagen. Das Gebäude, seine Einrichtung und sein Deich stehen seit 1986 unter Denkmalschutz.
Einige hundert Meter weiter nördlich, in der Mündung der Rance, liegt die riesige Gezeitenmühle von Quinard, in Saint-Jouan-des-Guérets.